# حرامیان (فیلم)
حرامیان (به انگلیسی: The Reivers) یک فیلم کمدی و درام تکنی‌کالر آمریکایی محصول سال ۱۹۶۹ با بازی استیو مک‌کوئین و کارگردانی مارک رایدل بر اساس رمان ویلیام فاکنر است. داستان فیلم در سال ۱۹۰۵ اتفاق می‌افتد و داستان‌های بون هوگنبک (استیو مک‌کوئین) دوست‌داشتنی اما متعصب را دنبال می‌کند که به یک ماشین جدید علاقه‌مند است، یک وینتون فلایر جدید محصول ۱۹۰۵ که دارایی مردی به نام باس (ویل گیر) است.